# Championnats du monde de gymnastique artistique 1979
Navigation
Édition précédente Édition suivante
Les 20e championnats du monde de gymnastique artistique ont eu lieu à Fort Worth aux États-Unis.

## Résultats hommes

### Concours général par équipes
| 1st | URSS       | Aleksandr Dityatin | 587.500 |
| 1st | URSS       | Alexander Tkachyov | 587.500 |
| 1st | URSS       | Vladimir Markelov  | 587.500 |
| 1st | URSS       | Nikolai Andrianov  | 587.500 |
| 1st | URSS       | Bohdan Makuts      | 587.500 |
| 1st | URSS       | Artur Akopian      | 587.500 |
| 2nd | Japon      | Hiroshi Kajiyama   | 583.700 |
| 2nd | Japon      | Eizo Kenmotsu      | 583.700 |
| 2nd | Japon      | Koji Gushiken      | 583.700 |
| 2nd | Japon      | Toshiomi Nishikii  | 583.700 |
| 2nd | Japon      | Nobuyuki Kajitani  | 583.700 |
| 2nd | Japon      | Shigeru Kasamatsu  | 583.700 |
| 3rd | États-Unis | Kurt Thomas        | 581.150 |
| 3rd | États-Unis | Bart Conner        | 581.150 |
| 3rd | États-Unis | Jim Hartung        | 581.150 |
| 3rd | États-Unis | Larry Gerard       | 581.150 |
| 3rd | États-Unis | Tim LaFleur        | 581.150 |
| 3rd | États-Unis | Peter Vidmar       | 581.150 |

### Concours général individuel
| 1st | Alexander Dityatin (URS) | 118.250 |
| 2nd | Kurt Thomas (US)         | 117.975 |
| 3rd | Alexander Tkachyov (URS) | 117.775 |

### Finales par engins

#### Sol
| 1st | Roland Brückner (RDA)    | 19.800 |
| 1st | Kurt Thomas (US)         | 19.800 |
| 3rd | Alexander Tkachyov (URS) | 19.775 |

#### Cheval d'arçon
| 1st | Zoltan Magyar (HUN) | 19.825 |
| 2nd | Kurt Thomas (US)    | 19.725 |
| 3rd | Koji Gushiken (JPN) | 19.600 |

#### Anneaux
| 1st | Alexander Dityatin (URS) | 19.800 |
| 2nd | Danut Grecu (ROU)        | 19.700 |
| 3rd | Alexander Tkachyov (URS) | 19.675 |

#### Saut
| 1st | Alexander Dityatin (URS) | 19.725 |
| 2nd | Nikolai Andrianov (URS)  | 19.700 |
| 3rd | Ralph Bärthel (RDA)      | 19.675 |
| 3rd | Bart Conner (US)         | 19.675 |

#### Barres parallèles
| 1st | Bart Conner (US)         | 19.725 |
| 2nd | Alexander Tkachyov (URS) | 19.700 |
| 2nd | Kurt Thomas (US)         | 19.700 |

#### Barre fixe
| 1st | Kurt Thomas (US)         | 19.775 |
| 2nd | Alexander Tkachyov (URS) | 19.750 |
| 3rd | Alexander Dityatin (URS) | 19.675 |

## Résultats femmes

### Concours général par équipe
| 1st | Roumanie           | 591 Nadia Comăneci        | 389.550 |
| 1st | Roumanie           | 595 Rodica Dunca          | 389.550 |
| 1st | Roumanie           | 592 Emilia Eberle         | 389.550 |
| 1st | Roumanie           | 594 Melita Ruhn           | 389.550 |
| 1st | Roumanie           | 593 Dumitrița Turner      | 389.550 |
| 1st | Roumanie           | 597 Marilena Vlădărău     | 389.550 |
| 2nd | URSS               | 635 Maria Filatova        | 388.925 |
| 2nd | URSS               | 634 Nellie Kim            | 388.925 |
| 2nd | URSS               | 637 Elena Naimushina      | 388.925 |
| 2nd | URSS               | 633 Natalia Chapochnikova | 388.925 |
| 2nd | URSS               | 639 Natalia Tereshenko    | 388.925 |
| 2nd | URSS               | 632 Stella Zakharova      | 388.925 |
| 3rd | Allemagne de l’Est | 571 Maxi Gnauck           | 388.075 |
| 3rd | Allemagne de l’Est | Regina Grabolle           | 388.075 |
| 3rd | Allemagne de l’Est | Silvia Hindorff           | 388.075 |
| 3rd | Allemagne de l’Est | Steffi Kraker             | 388.075 |
| 3rd | Allemagne de l’Est | Katharina Rensch          | 388.075 |
| 3rd | Allemagne de l’Est | Karola Sube               | 388.075 |

### Concours général individuel
| 1st | 634 Nellie Kim (URS)  | 78.650 |
| 2nd | 571 Maxi Gnauck (RDA) | 78.375 |
| 3rd | 594 Melita Ruhn (ROU) | 78.325 |

### Finales par engins

#### Saut
| 1st | 593 Dumitrita Turner (ROU) | 19.775 |
| 2nd | 632 Stella Zakharova (URS) | 19.700 |
| 3rd | 634 Nellie Kim (URS)       | 19.675 |
| 3rd | Steffi Kraker (RDA)        | 19.675 |

#### Barres asymétriques
| 1st | Ma Yanhong (CHN)        | 19.825 |
| 1st | 571 Maxi Gnauck (RDA)   | 19.825 |
| 3rd | 592 Emilia Eberle (ROU) | 19.750 |

#### Poutre
| 1st | Vera Cerna (TCH)      | 19.800 |
| 2nd | 634 Nellie Kim (URS)  | 19.625 |
| 3rd | Regina Grabolle (RDA) | 19.575 |

#### Sol
| 1st | 592 Emilia Eberle (ROU) | 19.800 |
| 2nd | 634 Nellie Kim (URS)    | 19.775 |
| 3rd | 594 Melita Ruhn (ROU)   | 19.725 |

## Tableau des médailles
| Rang | Nation             | Or | Argent | Bronze | Total |
| ---- | ------------------ | -- | ------ | ------ | ----- |
| 1    | URSS               | 5  | 7      | 5      | 17    |
| 2    | États-Unis         | 3  | 3      | 2      | 8     |
| 3    | Roumanie           | 3  | 1      | 3      | 7     |
| 4    | Allemagne de l’Est | 2  | 1      | 4      | 7     |
| 5=   | Chine              | 1  | 0      | 0      | 1     |
| 5=   | Tchécoslovaquie    | 1  | 0      | 0      | 1     |
| 7    | Japon              | 0  | 1      | 1      | 2     |